# Vészhelyzet (15. évad)
Ez az oldal tartalmazza a Vészhelyzet tévésorozat 15. évadja epizódjainak listáját. Ezenfelül megtalálható a vetítés első időpontja az amerikai NBC csatornán.

| Epizód | Évad  | Premier              | Tartalom |
| ------ | ----- | -------------------- | --- |
| 310    | 15x1  | 2008. szeptember 25. | (Life After Death / Élet a halál után): Archie mérges Tonyra amiért nem vizsgálja elég gyorsan a betegeket, amikor egy ember behozza sebesült fiát a sürgősségire, egy sikoly hallatszik, majd egy mentő felrobban. Tony rájön, hogy Sam kint volt. Kiszalad és látja, hogy Sam bemegy a sürgősségire. Abby az út közepén ébred fel. A robbanás kiütötte. Dr. Pratt mozdulatlanul fekszik a romba dőlt kórház előtt. Egy csont áll ki a lábszárából és vért köhög fel. |
| 311    | 15x2  | 2008. október 9.     | (Another Thursday at County / Az új főnök): Új főnök jelenik meg a kórházban Dr. Bancroft. Ezen felül új gyakornokok is érkeznek Isabelle, Tracy és Ryan. Tracy nagyon ambiciózus és minden apró részletre odafigyel. Isabelle, aki csak vizes hajjal nagyon szép, a kollégák szerint. Brenner felméri a gyakornokokat. Időközben Neela nagyon feldúlt lesz, mert egy vadidegen rábeszélt az üzenetrögzítőjére. Közben Dubenko felmond és otthagyja a kórházat. Ezek után Crenshaw és Morris túlóráznak, mert munkaerőhiány van a kórházban. Morris pedig még mindig feldúlt Pratt halála miatt. Neela közben megpróbál beszélni Anspaugh-hal hogy tartsa vissza Dubenkot, mert ő a legjobb tanár a kórházban, de Anspaugh erőtlennek érzi magát és nem tesz semmit az ügy érdekében. Közben az osztályra felveszik Felixet, akinek eltörött a lába. Bancroft mondja Gatesnek, hogy a gyakornokokat bízza meg a páciens kezelésével. Közben kiderült, hogy Felix felesége meghalt a szeptember 11-i támadásokban. Időközben kiürítik a kórházat vegyi támadás miatt. Mindemellett Morris, Neela, Sam és Chuny egy padlóösszeomlás áldozatán dolgoznak. Közben megalakul a sztrájkbizottság, akik követelik, hogy Dubenko térjen vissza a kórházba. |
| 312    | 15x3  | 2008. október 16.    | (The Book Of Abby / Abby könyve): Abby munkát kap Bostonban és megpróbálja csendben elhagyni a Megyei Kórházat, de viselkedése feltűnést kelt ismerősei körében. Közvetlen kollégáit megrázza döntése, különösen azután, hogy Pratt nemrégiben halt meg. |
| 313    | 15x4  | 2008. október 23.    | (Parental Guidance / Rend és fegyelem): Az új osztályvezetőnő szigorú mentor-rendszert alakít ki, amely kordában tartja az új rezidenseket és az őket oktató szakorvosokat is. Banfieldet rablótámadás éri az utcán. Brenner egyre hevesebben ostromolja Neelát, aki hallani sem akar róla. |
| 314    | 15x5  | 2008. október 30.    | (Haunted / Kísértő múlt): Ray meglepetésszerű látogatást tesz az osztályon, ami felkavarja Neelát. A rezidensek a helyüket keresik az osztályon. Versengésük feszültséget szül Sam és Gates között is. Brenner és Banfield olyan eseteket látnak el, amelyekben személyesen érintettek. |
| 315    | 15x6  | 2008. november 6.    | (Oh Brother / Oh, testvér!): Morris még mindig Prattet gyászolja, és barátja iránti szeretetből fölkarolja Chazt, aki immár orvostanhallgatóként dolgozik az osztályon. Banfield kemény kézzel vezeti az osztályt, de magánéletéről az ellenkezője mondható el. |
| 316    | 15x7  | 2008. november 13.   | (Heal Thyself / Életben maradni):: Futás közben Banfield szörnyű baleset helyszínére ér, és mire észbe kap, már egy tóba esett kisgyerek mentésében segédkezik. Az eset felidézi fia halálának a körülményeit, és Dr. Greene küzdelmét fia életéért. |
| 317    | 15x8  | 2008. november 20.   | (Age of Innocence / Az ártatlanság kora): Neela korábbi gyakornoka műhiba perbe sodorja az egész sebészeti osztályt. Az osztályra egy párt hoznak be, akiknek felgyújtották az otthonát, eközben Brenner összetűzésbe keveredik egy pedofíliával vádolt tanárral. Felkavart állapotban elmondja nyomasztó titkát, melyet gyerekkora óta hordoz. |
| 318    | 15x9  | 2008. december 4.    | (Let It Snow / Hóvihar): Neela műhiba perbe keveredik egy betege halála miatt. Végül kiderül, hogy nem hallgatta meg a gyakornok figyelmeztetését. A hóvihar miatt Banfield és Morris Nebraskában ragad, és ott alaposan felrázzák a hangulatot. |
| 319    | 15x10 | 2008. december 11.   | (The High Holiday / Ünnepek idején): Morris elhunyt apjának hagyatéka a kórházhoz érkezik, melyről Morris hallani sem akar, így az időközben felbukkant Jerryre bízza. Egy veszélyeztetett terhes asszonyt, aki a kórházban szüli meg gyermekét a kitoloncolás veszélye fenyegeti. A csapat egy része egy beteg jóvoltából véletlenül marihuánás sütit eszik, aminek a hatása nem marad el. Az ünnepekre egy régi ismerőst láthatnak viszont. |
| 320    | 15x11 | 2009. január 8.      | (Separation Anxiety / Félelemben): A rendőrség egy kábítószeres üggyel kapcsolatos lövöldözés sérültjeit hozza be az osztályra, köztük a lövöldözőt ártalmatlanító nőt is. |
| 321    | 15x12 | 2009. január 15.     | (Dream Runner / Álomfutó): Neela ugyanazt a napot éli át többféleképpen. Visszatérő álmában egy anémiás kislány életét próbálja megmenteni, állásinterjúra megy, ahol találkozik egy régi kollégával, viszont látja az Ausztráliából visszatérő Brennert, valamint Gatesszel és Banfielddel egy olyan beteg életéért küzdenek, aki álmában kiugrott az ablakon. |
| 322    | 15x13 | 2009. január 22.     | (Love Is A Battlefield / Szerelmi csaták): Egy kerékpáros lány kerül be az osztályra, akit talán nem is baleset ért. Dr. Banfield férjével abban reménykedik, hogy a lombik programmal szerencséjük lesz. Közben Morris újra találkozik Díaz rendőrnővel... |
| 323    | 15x14 | 2009. február 5.     | (A Long, Strange Trip / Rögös úton): A kórházban olyan pácienst kezelnek, akiből érdekes hallucinációkat vált ki a nyüzsgő osztály. Az osztályt alaposan felforgatja Sam húgának felbukkanása. |
| 324    | 15x15 | 2009. február 12.    | (The Family Man / Randevú): Gates egy idős beteget kezel, aki nem fogadja el a számára életmentő műtétet. Neela is lehetőséget kap egy új munkára, távol Chicagótól. |
| 325    | 15x16 | 2009. február 19.    | (The Beginning of the End / Carter itt és most): Visszatér Chicagóba Carter és megkéri Banfildet, hogy önkéntes segítőként hadd vállaljon néhány műszakot az osztályon. Banfieldet egyre jobban foglalkoztatja az anyaság kérdése, a férjével számba veszi az összes lehetőséget. Neela szerelmi élete ismét egyre bonyolultabbá válik. Morris egyik betegét rendőrök bántalmazzák a letartóztatásakor. A helyzet igen kínos, mivel az újdonsült barátnője, Claudia is érintett az ügyben. |
| 326    | 15x17 | 2009. február 26.    | (T Minus 6 / A titok): Örökbefogadással próbálkoznak Banfieldék. Carter nehezen rázódik vissza a munkába. Brenner aggódik Lucy nevelőszülei miatt. Morris egy párt kezel, amely túl komolyan vette a javaslatát. Benfield rájön Carter titkára. |
| 327    | 15x18 | 2009. március 5.     | (What We Do / A vég kezdete): Carter állapota rohamosan romlik a betegsége miatt. A kórházban a mindennapokat egy dokumentumfilmes csapat filmezi. |
| 328    | 15x19 | 2009. március 12.    | (In Times of Old / Régi szép idők): Egy fiatal lány egy beteg babát hoz az osztályra, ezután távozik. Banfield szívébe zárja a kicsit. Carternek veseátültetésre van szüksége, őt egy régi barátja látogatja meg. |
| 329    | 15x20 | 2009. március 19.    | (Shifting Equilibrium / Az utolsó percig): Neela az utolsó pillanatig azon töpreng, hogy jól döntött-e. De még utolsó napján se tudják nélkülözni a kórházban. Végül Abby ad neki tanácsot telefonon. |
| 330    | 15x21 | 2009. március 26.    | (All Change / Élni jó!): Az orvosok szívműtéten átesett gyerekek táboroztatásában segédkeznek. Aki korábban a kórházban hagyta a gyereket, újra megjelenik és visszakéri a babát. |
| 331    | 15x22 | 2009. április 2.     | (And In The End / A búcsú ideje): Carter megnyitja az általa létrehozott egészségügyi központot, melyben több régi barátját és kollégáját újra látja. A rezidens jelentkezők között megjelenik az osztályon egy ismerős lánya. Carter csak nosztalgiából jár be az osztályra, de mindig történik valami. |